# Атанас Динев
Атанас (Насо) Динев е български футболист, играч на Левски (София), по-късно футболен треньор и футболен съдия.

## Биография
Атанас Динев е роден на 10 януари 1916 година в кукушкото село Мачуково, Гърция. Семейството му емигрира в България. Юноша е на Свобода (София). Играе в Сокол (София), откъдето в 1940 година отива в Левски. Играе десен защитник в Левски 12 сезона до 1952 година, като има 135 шампионатни мача и още 32 за Купата на България. Запазена марка на Динев е плонж за отбиване с глава, дори от краката на нападателите на противника.
В 1952 година Атанас Динев завършва треньорска школа и от 1953 година е едновременно помощник-треньор на Димитър Мутафчиев на Левски и треньор на юношеския отбор - в тази година и мъжкият, и юношеският отбор са републикански първенци.
От 1955 година Атанас Динев става футболен съдия, като получава званието „заслужил съдия“ и става международен съдия на УЕФА. В 1967 година, на 50 години, престава да свири мачове. Динев, за да не бъде обвиняван в пристрастие, не е свирил мач на Левски.
Умира на 16 ноември 1996 година.